# Shanghai Noon
Shanghai Noon (titulada Shanghai Kid en Hispanoamérica y Shanghai Kid, del este al oeste en España) es una película estadounidense de acción y comedia estrenada en el 2000, dirigida por Tom Dey y protagonizada por Jackie Chan y Owen Wilson. Escrita por Alfred Gough y Miles Millar, los productores de la serie Smallville, la película tiene una secuela titulada Shanghai Knights (2003).

## Trama
Corre el año 1881 y Chon Wang (Jackie Chan) es un guardián del emperador chino. Cuando la princesa Pei Pei (Lucy Liu) es secuestrada y retenida en el oeste de Nevada en los Estados Unidos, él decide ir en su búsqueda junto con otros guardias imperiales. Una vez allí, se encuentra con una banda de pistoleros liderados por Roy O'Bannon (Owen Wilson), quien se muestra muy interesado por la princesa y en su recompensa, por lo cual decide ayudar a Chon en su ardua tarea de búsqueda.

## Reparto
- Jackie Chan como Chon Wang.
- Owen Wilson como Roy O'Bannon.
- Lucy Liu como la princesa Pei-Pei.
- Brandon Merrill como Falling Leaves.
- Xander Berkeley como Nathan Van Cleef.
- Roger Yuan como Lo Fong.
- Kate Luyben como Fifi.
- Jason Connery como Calvin Andrews.
- Simon R. Baker como Little Feather.
- Walton Goggins como Wallace.
- Henry O como Intérprete Real.
- Rongguang Yu como Guardia Imperial 1.
- Eric Chen como Guardia Imperial 2.
- Yuen Biao como Peleador en el bar (sin acreditar).